# Abrîkosove, Pervomaiske
Abrîkosove (în ucraineană Абрикосове) este o comună în raionul Pervomaiske, Republica Autonomă Crimeea, Ucraina, formată numai din satul de reședință.

## Demografie
Componența lingvistică a comunei Abrîkosove
     Rusă (50,39%)
     Ucraineană (29,81%)
     Tătară crimeeană (17,67%)
     Alte limbi (1,27%)
Conform recensământului din 2001, majoritatea populației comunei Abrîkosove era vorbitoare de rusă (50,39%), existând în minoritate și vorbitori de ucraineană (29,81%) și tătară crimeeană (17,67%).